# Bathyraja eatonii
Bathyraja eatonii és una espècie de peix de la família dels raids i de l'ordre dels raïformes.

## Morfologia
- Els mascles poden assolir 100 cm de longitud total.[5]

## Reproducció
És ovípar i les femelles ponen càpsules d'ous, les quals presenten com unes banyes a la closca.

## Hàbitat
És un peix marí, de clima polar (48°S-78°S, 180°E-180°E) i demersal.

## Distribució geogràfica
Es troba a l'oceà Pacífic sud-oriental (Xile) i l'oceà Antàrtic (Mar de Weddell, Illes Shetland del Sud, la Península Antàrtica i les Illes Òrcades del Sud).

## Observacions
És inofensiu per als humans.